# 風順堂區

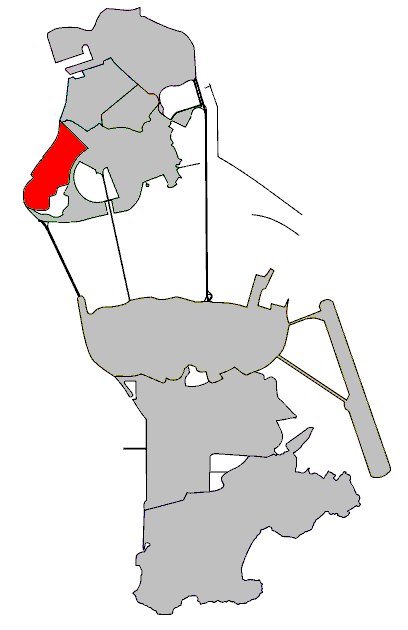
澳門風順堂區位置

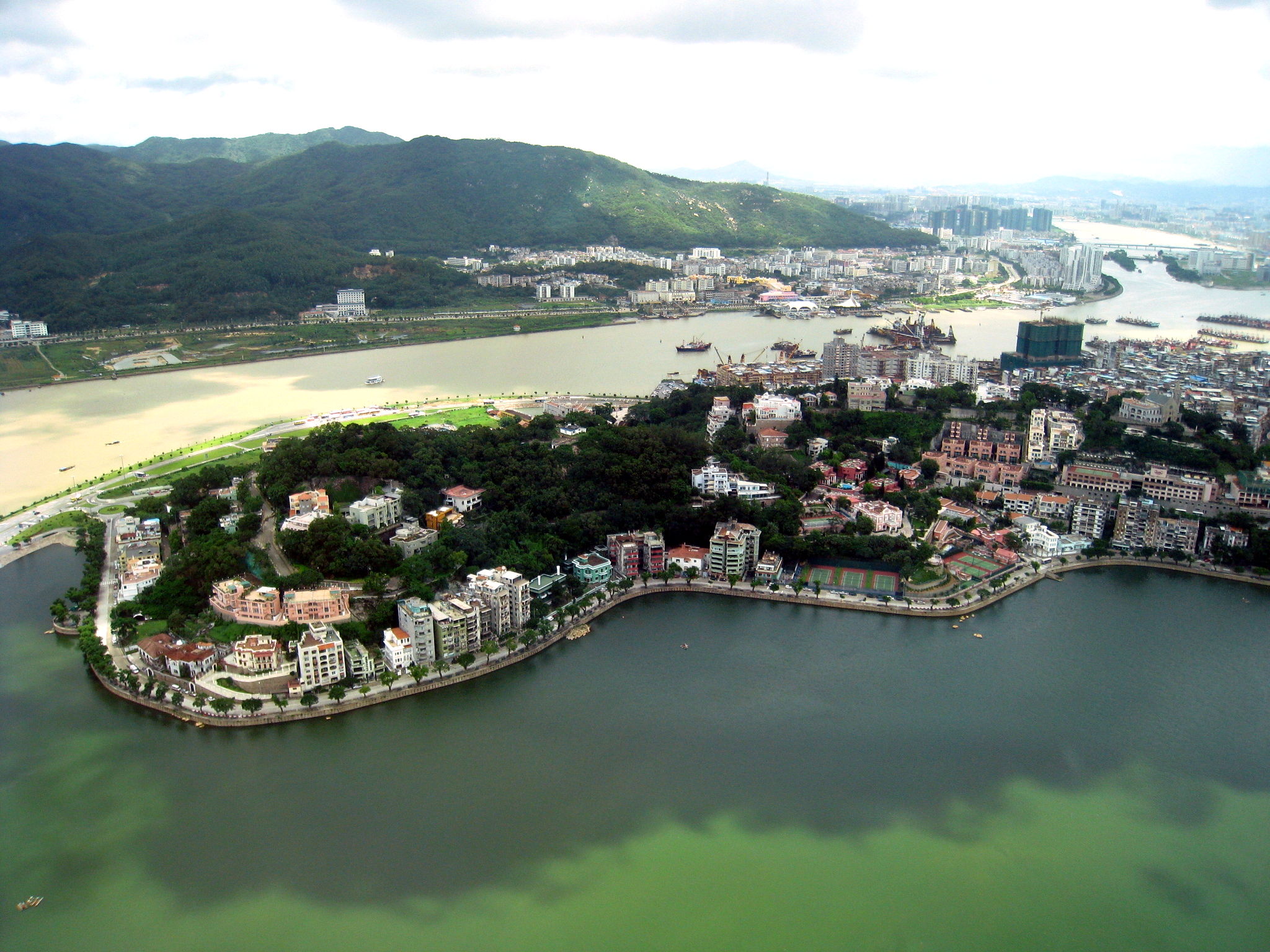
風順堂區高尚住宅群

風順堂區（又稱為聖老愣佐堂區），北面沿新馬路與大堂區相鄰，位於澳門半島的西南部。

## 簡介
- 面積：1.0平方公里（佔澳門半島10.8%）[2]
- 人口：約51,900（佔全澳門人口9.5%）[3]
- 人口密度：約51,900人每平方公里

西望洋山和媽閣山在本堂區南部。澳門特區政府總部（前澳門總督府）和一些政府部門位於此堂區。此堂區東部的西灣半山一帶是澳門的高尚住宅區。澳門最著名的廟宇媽閣廟座落於此堂區。西部和北部的下環、司打口為傳統華人居住區。
風順堂（聖老楞佐教堂）是中國最古老的一批西方教堂。
該教堂大約建於1558年至1560年間，屬耶穌會所，教堂初時僅是一所簡陋的木屋，真正奠定今日規模的是1618年第一次重修。其後經過1803、1846、1892年的幾次重修，外形內觀，都沒有甚麼明顯的改動。教堂內陳設古典雅緻，氣派華麗，具有東方藝術色彩。